# Вознесенка (Дуванський район)
Вознесе́нка (рос. Вознесенка, башк. Вознесенка) — село у складі Дуванського району Башкортостану, Росія. Адміністративний центр Вознесенської сільської ради.
Населення — 1217 осіб (2010; 1220 у 2002).
Національний склад:
- росіяни — 97 %